# Игре малих земаља Европе 1985.
1. Игре малих земаља Европе одржане су од 23. до 26. маја 1985. у главнопм граду Републике Сан Марино, Сан Марину. Организатор игара био је Атлетски савез малих земаља Европе (AASSE) , a учествовала су 222 спортиста из 8 земаља, који су се такмичили у 7 спортова.

## Земље учеснице
1. Андора
2. Исланд
3. Кипар
4. Лихтенштајн
5. Луксембург
6. Малта
7. Монако
8. Сан Марино

## Спортови
| - Атлетика - Бициклизам - Дизање тегова - Кошарка(детаљи) |  | - Пливање - Стрељаштво - Џудо |

## Биланс медаља
Исланд је доминирао на пливању и џудоу такмичењу и освпјивши 21 прво место, односно 21 златни медаљу. Други је Кипар, који је освојио 14 од својих 15 златних медаља у атлетици (једна из кошерке), у укупном броју исти је као и Исланд, али је завршио на другом месту јер је освојио мање златних. Највише медаља је освојио Луксембург 52, али је завршио као трећи јер је имао маље златних (11) у односу на Исланд и Кипар.
Прве игре су једне од ретких у њиховој 30 годишњој историји ГССЕ-а да земље учеснице одлазе без златних медаља. Овај тут 4 земље (Андора, Лихтенштајн, Монако и Малта) нису успеле да освоје златне или сребрне медаље.
Коначан пласман:
| Пласман | Земља       |    |    |    | Укупно |
| ------- | ----------- | -- | -- | -- | ------ |
| 1.      | Исланд      | 21 | 7  | 4  | 32     |
| 2.      | Кипар       | 15 | 8  | 9  | 32     |
| 3.      | Луксембург  | 11 | 23 | 18 | 52     |
| 4.      | Сан Марино  | 2  | 11 | 11 | 24     |
| 5.      | Андора      | 0  | 0  | 4  | 4      |
| 6.      | Лихтенштајн | 0  | 0  | 4  | 4      |
| 7.      | Монако      | 0  | 0  | 2  | 2      |
| 8.      | Малта       | 0  | 0  | 1  | 1      |
|         | Укупно {8}  | 49 | 49 | 53 | 151    |